# داته چیکامونه
داته چیکامونه (به ژاپنی: 伊達周宗 Date Chikamune); ۹ آوریل ۱۷۹۶ – ۳ ژوئن ۱۸۱۲) سیاست‌مدار، دایمیو در قلمروی سندای در دوره ادو اهل ژاپن بود.